# Hydriomena cochiseata
Hydriomena cochiseata är en fjärilsart som beskrevs av Louis W. Swett 1909. Hydriomena cochiseata ingår i släktet Hydriomena och familjen mätare. Inga underarter finns listade i Catalogue of Life.